# From The Sun, The Rain, The Wind, The Soil
Trwa reanimacja tego artykułu/biogramu. Pomóż go nam poprawić.
From The Sun, The Rain, The Wind, The Soil – drugi album studyjny amerykańskiej grupy Mahavatar.

## Lista utworów
1. Cult - 3:59
2. By The Numbers - 4:09
3. Raw - 4:44
4. BH - 3:25
5. Open Your Minds - 4:05
6. Psychos - 5:57 	385
7. The Prophecy - 3:51
8. Deep Cobble - 4:25
9. Anger - 3:05
10. The Time Has Come - 6:18

## Twórcy
- Lizzy Hayson - wokal
- Karla Williams - gitara
- Shahar Mintz - wokal, gitara
- Szymon Rapacz - bas
- Glenn Grossman - perkusja